# Cheiracanthium lanceolatum
Cheiracanthium lanceolatum är en spindelart som beskrevs av Pater Chrysanthus 1967. Cheiracanthium lanceolatum ingår i släktet Cheiracanthium och familjen sporrspindlar. Inga underarter finns listade i Catalogue of Life.